# 小行星1391
小行星1391（1391 Carelia）是一颗绕太阳运转的小行星，为主小行星带小行星。该小行星于1936年2月16日发现。
該小行星以卡累利阿命名。

## 轨道参数
小行星1391的轨道半长轴为2.5457298 UA，离心率为0.168。